# شوجي نوميياما
شوجي نوميياما (باليابانية: 野見山 修二) (23 مايو 1977 في كاغوشيما في اليابان – )؛ هو لاعب كرة قدم سابق كان يلعب كمهاجم.